# Stéphane Moucha
Stéphane Moucha (* 1968 in Most, Tschechoslowakei) ist ein französischer Musiker und Komponist.

## Leben
Stéphane Moucha wurde 1968 in der Tschechoslowakei geboren. Noch während des Prager Frühlings flohen seine Eltern aus dem Land und fanden Asyl in Frankreich. Im Alter von fünf Jahren erlernte er die Violine. Er studierte Komposition, Orchestrierung und Harmonik am Conservatoire de Paris. Anschließend fand er Arbeit bei dem französischen Komponisten Gabriel Yared.
Sein Debüt als Filmkomponist gab Moucha 1996 mit dem von Véra Caïs inszenierten Fantasyfilm Allzu laute Einsamkeit. Seit dem Jahr 2000 ist er regelmäßig als Filmkomponist beschäftigt. Insbesondere für die Musik an den beiden deutschen Filme Das Leben der Anderen und Die Fremde erlangte Moucha internationale Bekanntheit. Mit Yared erhielt er jeweils eine Nominierung bei der Verleihung des Deutschen Filmpreises 2006 mit für die Beste Filmmusik und bei der Verleihung des Europäischen Filmpreises für die Beste Filmmusik. Mit Max Richter gewann er 2010 für Die Fremde gemeinsam mit Richter den Preis der deutschen Filmkritik.

## Filmografie (Auswahl)
- 1996: Allzu laute Einsamkeit (Une trop bruyante solitude)
- 2003: Les marins perdus
- 2006: Das Leben der Anderen
- 2006: Agatha Christie: Einladung zum Mord (Petits meurtres en famille, Fernsehvierteiler)
- 2008: Stella
- 2008–2016: Nicolas Le Floch (Fernsehserie, 12 Folgen)
- 2009–2021: Agatha Christie: Mörderische Spiele (Les Petits Meurtres d’Agatha Christie, Fernsehserie, 40 Folgen)
- 2010: Die Fremde
- 2012: Anleitung zum Unglücklichsein
- 2012: Zu gut für diese Welt (La joie de vivre)
- 2013: Lauf Junge lauf